# Leioproctus ventralis
Leioproctus ventralis är en biart som först beskrevs av Heinrich Friese 1924.  Leioproctus ventralis ingår i släktet Leioproctus och familjen korttungebin. Inga underarter finns listade i Catalogue of Life.